# City of Manningham
City of Manningham – obszar samorządu lokalnego (ang. local government area), położony we wschodniej części aglomeracji Melbourne. Manningham powstało w 1994 roku z połączenia: City of Doncaster & Templestowe, Wonga Park i hrabstwa Lillydale. Obszar ten jest jednym z najgorzej ocenianych jeżeli chodzi o dostęp do transportu publicznego. Obszar ten zamieszkuje 109 915 osób (dane z 2006). 

## Dzielnice

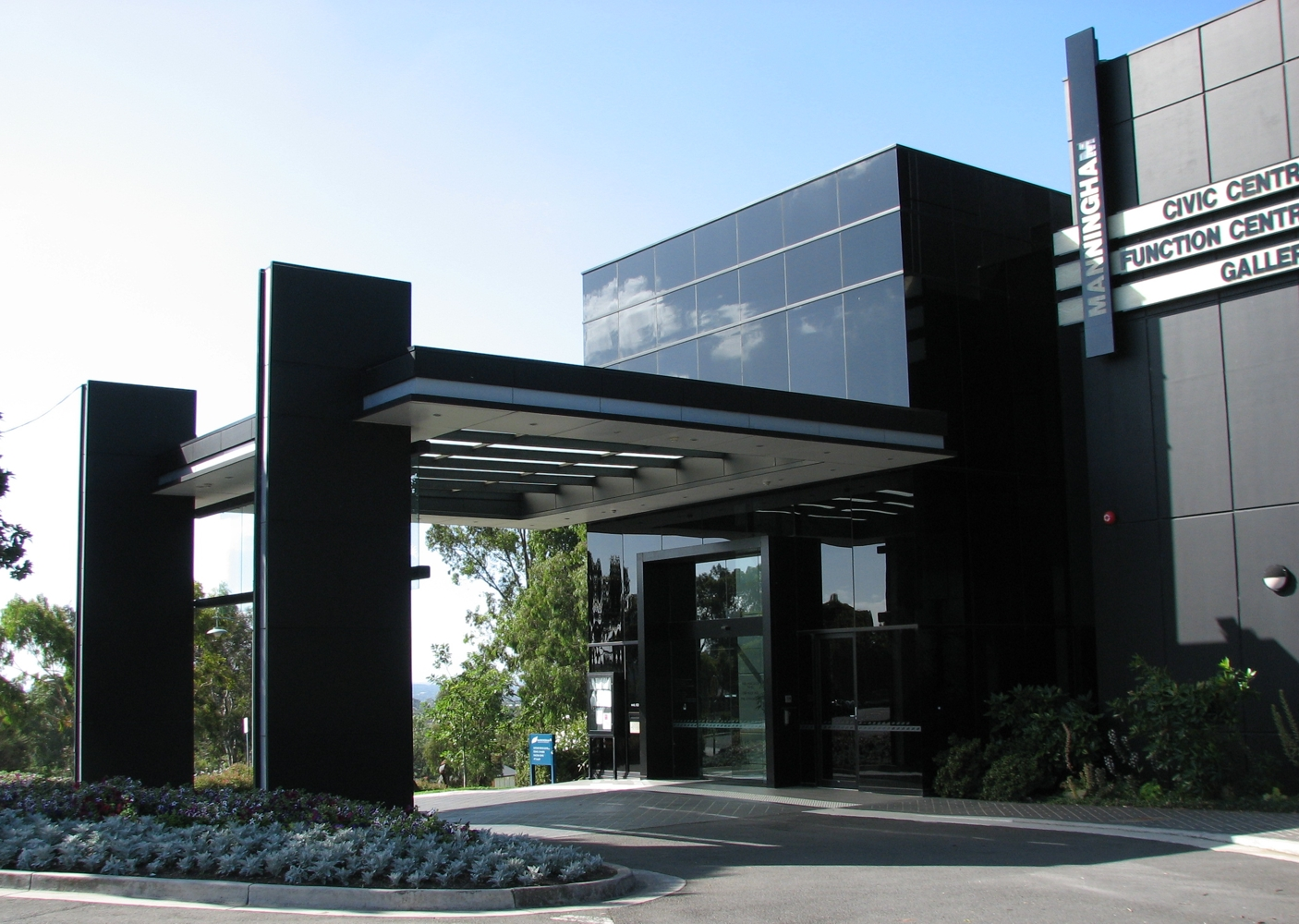
Manningham Civic Centre, Doncaster.

- Bulleen
- Doncaster
- Doncaster East
- Donvale
- Park Orchards
- Templestowe
- Templestowe Lower
- Warrandyte
- Warrandyte South
- Wonga Park